# 朝鲜义勇军总部旧址
朝鲜义勇军总部旧址位于中华人民共和国河北省邯郸市涉县，由朝鲜义勇军纪念馆和朝鲜义勇军总部旧址组成。

## 介绍
1942年七月，朝鲜义勇军司令武亭率领朝鲜义勇军进入河北涉县南庄村的五指山附近，义勇军司令部选在群众王书文家中，抗日战争时期的战斗生活中，朝鲜义勇军在当地创办太行纺织厂、朝鲜义勇军医院（又名朝鲜大众医院）、“31”商店、义勇军照相馆等。
之后，涉县石门村又建造了中国大陆首个义勇军烈士纪念馆。